# Bartativ, Horodok
Bartativ (în ucraineană Бартатів) este localitatea de reședință a comunei Bartativ din raionul Horodok, regiunea Liov, Ucraina.

## Demografie
Componența lingvistică a localității Bartativ
     Ucraineană (100%)
Conform recensământului din 2001, toată populația localității Bartativ era vorbitoare de ucraineană (100%).